# Adam Ludwig von Ochs

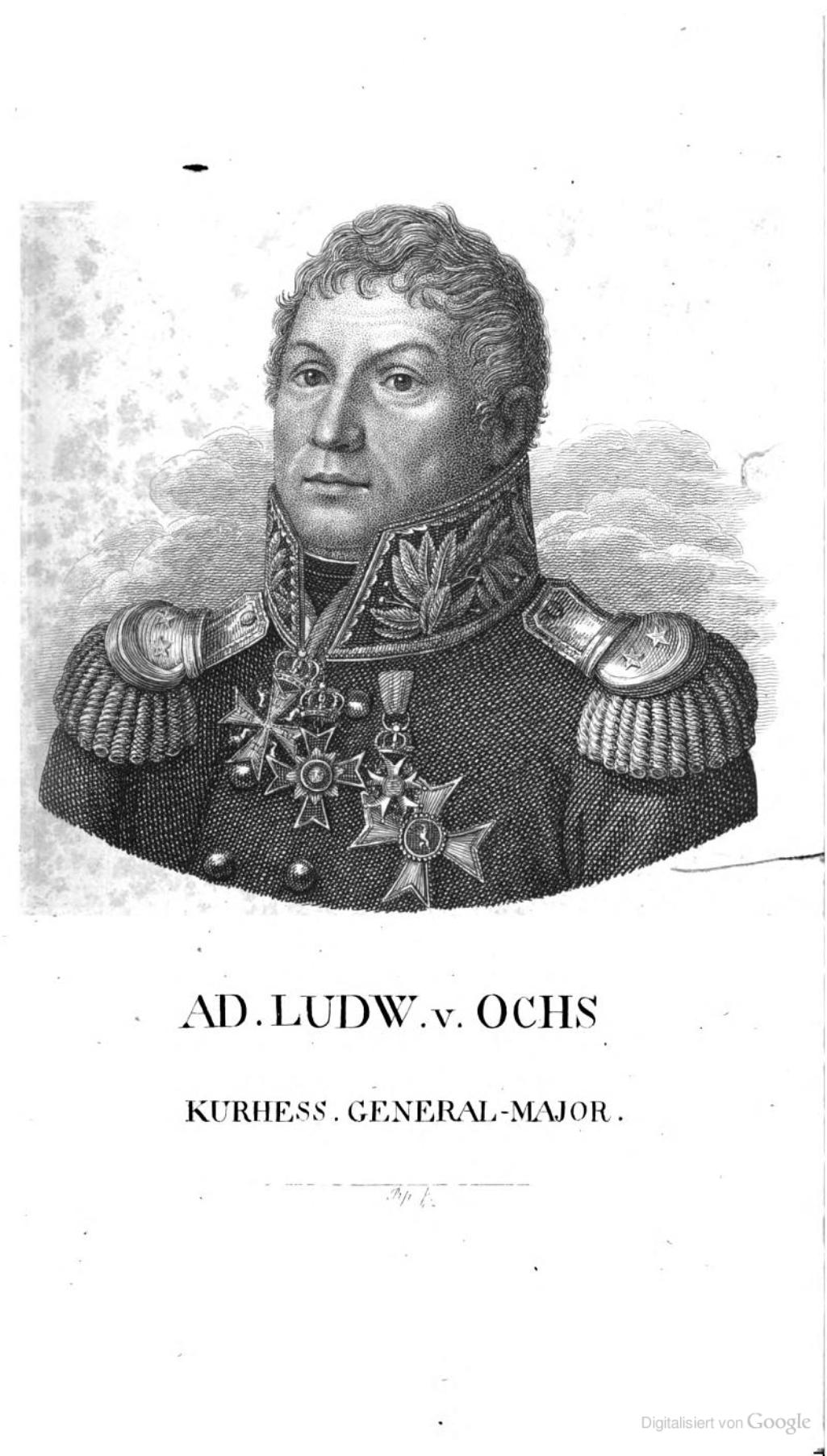
Adam Ludwig von Ochs

Adam Ludwig Ochs, ab 1802 von Ochs (* 24. Mai 1759 in Rosenthal; † 21. Oktober 1823 in Kassel), war ein kurfürstlich hessischer Generalmajor und Diplomat, der besonders wegen seiner Teilnahme am napoleonischen Russlandfeldzug Bekanntheit erlangte.

## Frühe Jahre
Adam Ludwig Ochs wurde als Sohn des wenig bemittelten Schreinermeisters und Stadtvorstehers Bastian Ochs und der Maria Meschet in Rosenthal geboren und zeigte sich schon früh dem Soldatenstande verbunden. Anfang 1777 folgte er dem Ruf des Landgrafen Friedrich II. von Hessen, der England 12000 Hessen zum Kampfe gegen die Nordamerikaner anbot (→ Soldatenhandel). Am 11. April erfolgte sein Eintritt beim hessischen Feldjägercorps unter Oberst von Wurmb mit der Charge eines Fourier. Nach der Überfahrt nach Amerika und seiner Grundausbildung wurde er am 7. September 1781 zum Offizier befördert; daneben war er auch bestrebt, seine geistige Ausbildung voranzutreiben. Als Leutnant und Adjutant Wurmbs machte er alle dessen Feldzüge im Amerikanischen Unabhängigkeitskrieg mit und bewährte sich im Rekognoszieren feindlichen Terrains. Ochs hatte Gelegenheit, ein vorteilhaftes Unterkommen in Amerika zu finden, aber die Liebe zur alten Heimat bestimmte ihn mit dem 1784 abgehenden Jägerkorps zur Rückkehr nach Europa.

## Im Dienste Hessens
Er vervollständigte sein theoretisches Wissen auf militärischem Gebiet und konnte 1787 als Ausbilder tätig werden. Ochs war der einzige Secondeleutnant, welcher in der Garnison Waldau bei Kassel bei der jetzt verkleinerten Leibjägercompagnie verbleiben durfte. Durch Vermittlung seines früheren Waffengefährten, General Ewald, wäre ihm die Stellung eines Hauptmanns beim dänischen Heer zugefallen. Landgraf Wilhelm IX. ließ ihn aber nicht ziehen und beförderte ihn zum Ausgleich am 11. Oktober 1788 zum Stabscapitän. Der Feldzug von 1792 brachte Ochs erneute feldmäßige Verwendung, er kämpfte dabei unter dem Landgrafen, der seine Kompanie persönlich im Feldzug in der Champagne führte. Im August 1792 versammelte sich ein alliiertes Heer in der Gegend von Koblenz, zu welchem auf besonderes Verlangen der Kurfürst von Hessen mit 6000 Mann stieß. Als sich 1793 die englische Armee unter dem Herzog von York gegen Dünkirchen wandte, wurde Ochs beim Übergang über die Lys erfolgreich ins Hinterland des Feindes detachiert. Sein Verhalten vor Ypern am 21. August 1793 brachte ihm die Verleihung des hessischen Ordens Pour la vertu militaire ein. In der Schlacht bei Hondschoote am 8. September 1793 standen die hessischen Jäger dem französischen General Vandamme gegenüber, dabei wurde der Brigadeführer General von Cochenhausen tödlich verwundet. Ochs musste der Übermacht weichen, wurde dabei schwer verwundet und lag bis zum Frühjahr des Folgejahres im Lazarett.
Für sein ausgezeichnetes Verhalten im Treffen bei Boxtet am 14. September 1794 wurde er vom Kommandierenden General Wallmoden öffentlich belobigt. Während der Räumung von Mecheln verlor er ein Pferd unter dem Leibe, die Hessen mussten darauf die Maasfront aufgeben und gingen als Nachhut hinter die Waal zurück. Nachdem die Franzosen Holland besetzt hatten, verblieben die Alliierten bis zum Frieden hinter der Ems in der Defensive. 1798 wurde Ochs von seinem Landesfürst zum Generalquartiermeister im Generalstab befördert. Er sorgte darauf für ein neues hessisches Exerzier- und Dienstreglement und wurde schließlich 1799 zum Major und Kommandeur des Jägerbataillons ernannt. Mit einem kaiserlichen Erlass wurde Ochs 1802 in den Reichsadelsstand erhoben. Ochs gehörte jetzt zum engeren Kreise von Personen, die der Kurfürst mit besonderem Vertrauen beehrte, er führte dabei die militärische Korrespondenz des Kabinetts.
Im Feldzug von 1805 pochte Napoleon während des Aufmarsches gegen Österreich auf einen freien Durchmarsch durch Hessen-Kassel. Ochs war bereits Oberstleutnant und beobachtete als Brigadier der leichten Truppen den Durchzug des französischen Korps Bernadotte. In seiner Eigenschaft als Generalstabschef marschierte er zum verbündeten kombinierten preußisch-hessischen Corps in Richtung Fulda ab, der beabsichtigte Feldzug fand aber nicht mehr statt. Nach dem Ausbruch des Krieges von 1806 versuchte der Kurfürst von Hessen, der auch preußischer Feldmarschall war, mit beiden Mächten über einen Neutralitätsvertrag zu verhandeln. Am 5. Oktober 1806 rückten preußische Truppen durch das kurhessische Gebiet. Napoleon bestand auf einer unbewaffneten Neutralität Hessens, der französische Gesandte legte in Kassel Protest ein. Das französische Korps Mortier rückte von Hanau nach Fulda vor, eine französisch-holländische Armee unter General Daendels näherte sich gleichzeitig von Paderborn her. Am 1. November ließ der Kurfürst die Garnison von Kassel unter General von Webern entwaffnen und die Franzosen besetzten die Stadt kampflos.

## Im Dienste Frankreichs
Der Friede von Tilsit brachte die Vereinigung Hessens mit dem Königreich Westphalen. Im Dezember 1807 stellte sich auch Ochs, wegen finanzieller Bedürftigkeit der neueingerichteten westphälischen Regierung zur Verfügung. Nach dem Kriegsausbruch in Spanien wurde 1809 auch eine westphälische Brigade für den dortigen Kriegsschauplatz aufgestellt. Als die westphälische 2. Armee-Division bereits Metz erreichte, wurde der Kommandeur General Webern abgelöst und durch den zum Oberst beförderten Ochs ersetzt. Ochs übernahm die 6000 Mann und marschierte durch das südliche Frankreich über Perpignan nach Katalonien. Bei der Belagerung von Gerona zeichnete sich Ochs Anfang Mai 1809 derartig aus, dass er auf Vorschlag seines Vorgesetzten General Morio zum Brigade-General befördert wurde. Seine Gesundheit litt aber bald unter dem fremden Klima, eine Fieberkrankheit zwang ihn zur Rückkehr in die Heimat. Nach seiner Wiederherstellung kommandierte er im folgenden Jahr das ganze westphälische Truppenkorps in Katalonien, das aber bereits im April 1810 aus Spanien zurückberufen wurde.
Im Juli 1810 übertrug ihm König Jerome das Kommando an den Küsten zwischen der Elbe und Weser, um die Kontinentalsperre gegen England aufrechtzuhalten. Im Januar 1812 hatte Marschall Davoust Braunschweig nach einem Aufruhr unter Kriegsrecht gestellt. Im Einvernehmen mit General Saint Germain konnte Ochs der bedrängten Stadt Braunschweig helfen, indem er erreichte, dass die neue französische Garnison gewöhnlich einquartiert und nicht auf Kosten der dortigen Bürger verpflegt werden musste. Ochs befand sich noch in Braunschweig, als ihm vom König Jerome der Befehl zukam, nach Kassel zurückzukehren, und das Commando der hessisch-westfälischen 24. Infanterie-Division für die Grande Armée gegen Russland zu übernehmen. Der französische General Junot war dabei als Befehlshaber des westphälischen 8. Armeekorps sein unmittelbarer Vorgesetzter. Ochs und General Tharreau kommandierten die Infanterie, die Generale von Hammerstein und Chabert die Reiterei des Korps. Das hessisch-westphälische Korps kämpfte am 18. August 1812 bei Walutino und hatte am 7. September bei Borodino und vor Moschaisk schwere Verluste. Die Generale Lepel und Tharreau wurden tödlich verwundet, Ochs war unversehrt geblieben. Das westphälische Korps hatte so sehr gelitten, dass es außerstande war, den kurzen Marsch nach Moskau mitzumachen. Es verblieb in Mosaisk, bis am 28. Oktober der allgemeine Rückzug einsetzte.
Am 15. November öffnete Ochs noch bei Krasnoje den Weg durch die feindlichen Truppen, dann lösten sich seine Truppen auf. Es glückte ihm dabei, seinen ältesten Sohn Carl Philipp Wilhelm, den er verwundet in Orscha antraf, vor der Gefangenschaft zu bewahren. In Thorn selbst erkrankt, wurde er jetzt in ähnlicher Lage vom Sohne nach Posen gerettet. Anfang 1813 nach Kassel zurückgekehrt ernannte ihn Jerome zum Militärgouverneur von Halberstadt, wo er seine Gesundheit wieder herstellte. Am 30. Mai 1813 wurde Halberstadt von Kosaken unter Tschernyschew überfallen und Ochs von den Russen verwundet gefangen und nach Dorpat verbracht (Gefecht bei Halberstadt).

## Lebensabend
Seine Versuche, in den Feldzügen von 1813 und 1815 auf Seiten der Alliierten gegen Napoleon teilzunehmen, scheiterten. Er war gezwungen, sein restliches Dasein mit schriftstellerischer Tätigkeit zu füllen: 1817 kamen seine „Betrachtungen über die neuere Kriegskunst“ in Kassel heraus. 1818 wurde er vom Kurfürsten Wilhelm I. angestellt, um eine hessische Militärgeschichte zu schreiben. Ochs erhielt noch Ehrungen und lebte in philosophischer Zurückgezogenheit, beschränkt auf ein mäßiges Einkommen.
Aus seiner am 28. Dezember 1787 geschlossenen Ehe mit Maria Luise geb. Schödde (1762–1811), Tochter des Pfarrers Philipp Schödde, entstammten vier Kinder:
- Carl (1794–1846), kurhessischer Generalmajor ⚭ Therese Freiin Grote aus dem Hause Jühnde (1812–1871)[1]
- Elise (1789–1857), Schriftstellerin ⚭ 11. Oktober 1809 Leopold von Hohenhausen (1779–1848), Regierungsrat und Schriftsteller[2]
- Wilhelmine (* 1799), Freundin von Annette von Droste-Hülshoff
- Ludwig (1803–1862), kurhessischer Oberstleutnant, Flügeladjutant und Abgeordneter